# Хосс, Селим
Селим аль-Хосс (араб. سليم أحمد الحص‎; 20 декабря 1929, Бейрут — 25 августа 2024) — ливанский политик, три раза занимал пост премьер-министра Ливана (1976—1980, 1987—1990, 1998—2000).

## Карьера
В 1984 году был назначен министром образования в правительстве Рашида Караме и стал исполняющим обязанности премьер-министра в 1987 году после убийства Караме.
В 1988 году в конце мандата Жмайеля, отказался уступить власть временному премьер-министру Мишелю Ауну, которого он считал неконституционным.
Был назначен новым премьер-министром в 1989 году и ушёл в отставку через год.
Был назначен премьер-министром в 1998 году президентом Эмилем Лахудом. Ушёл в отставку в 2000 году.
Селим Хосс умер 25 августа 2024 года. Ему было 94 года.

## Взгляды
Считался сторонником сирийского военного присутствия в стране до тех пор, пока ливанская армия сама не сможет контролировать положение в стране; противником конфессиональной системы в государстве и сторонником светских начал. Поддерживал левоцентристкие и умеренные мусульманские движения.